# Destino dos incultos
Destino dos incultos, é uma pergunta escatológica, sobre o destino final das pessoas que não tenham sido expostas a uma determinada teologia ou doutrina, e portanto, não possam aderir a ela. A palavra "inculto", neste contexto, pode referir-se a pessoas que não tenham querido, durante a vida, prestar culto a Deus ou deuses, ou aderir a qualquer forma de religião, mesmo tendo plenas possibilidades para auferir tal escolha.